# Effingham County (Georgia)
Das Effingham County ist ein County im Bundesstaat Georgia der Vereinigten Staaten. Der Verwaltungssitz (County Seat) ist Springfield.

## Geographie
Das County liegt im Osten von Georgia, grenzt an South Carolina und ist im Südosten etwa 50 km vom Atlantik entfernt. Es hat eine Fläche von 1250 Quadratkilometern, wovon neun Quadratkilometer Wasserfläche sind, und grenzt im Uhrzeigersinn an folgende Countys: Chatham County, Bryan County, Bulloch County und Screven County.
Das County ist Teil der Metropolregion Savannah.

## Geschichte
Effingham County wurde am 5. Februar 1777 als 4. County in Georgia und als Original County aus den Parrishes St. Matthew und St. Philip gebildet. Benannt wurde es nach Francis Howard, 1. Earl of Effingham, einem englischen Adeligen.
Die seit 1855 nicht mehr bewohnte Siedlung Ebenezer bei Rincon wurde schon 1734 durch den Deutschamerikaner Johann Martin Boltzius und lutheranische Flüchtlinge aus dem Erzstift Salzburg gegründet und war die zweite Ansiedlung in Georgia.

## Demografische Daten
Laut der Volkszählung von 2010 verteilten sich die damaligen 52.250 Einwohner auf 18.092 bewohnte Haushalte, was einen Schnitt von 2,85 Personen pro Haushalt ergibt. Insgesamt bestehen 19.884 Haushalte.
78,2 % der Haushalte waren Familienhaushalte (bestehend aus verheirateten Paaren mit oder ohne Nachkommen bzw. einem Elternteil mit Nachkomme) mit einer durchschnittlichen Größe von 3,22 Personen. In 43,6 % aller Haushalte lebten Kinder unter 18 Jahren sowie in 19,4 % aller Haushalte Personen mit mindestens 65 Jahren.
31,3 % der Bevölkerung waren jünger als 20 Jahre, 26,0 % waren 20 bis 39 Jahre alt, 28,7 % waren 40 bis 59 Jahre alt und 13,8 % waren mindestens 60 Jahre alt. Das mittlere Alter betrug 35 Jahre. 49,8 % der Bevölkerung waren männlich und 50,2 % weiblich.
82,6 % der Bevölkerung bezeichneten sich als Weiße, 13,5 % als Afroamerikaner, 0,3 % als Indianer und 0,8 % als Asian Americans. 0,8 % gaben die Angehörigkeit zu einer anderen Ethnie und 1,9 % zu mehreren Ethnien an. 2,9 % der Bevölkerung bestand aus Hispanics oder Latinos.
Das durchschnittliche Jahreseinkommen pro Haushalt lag bei 63.903 USD, dabei lebten 10,5 % der Bevölkerung unter der Armutsgrenze.

## Kultur und Sehenswürdigkeiten

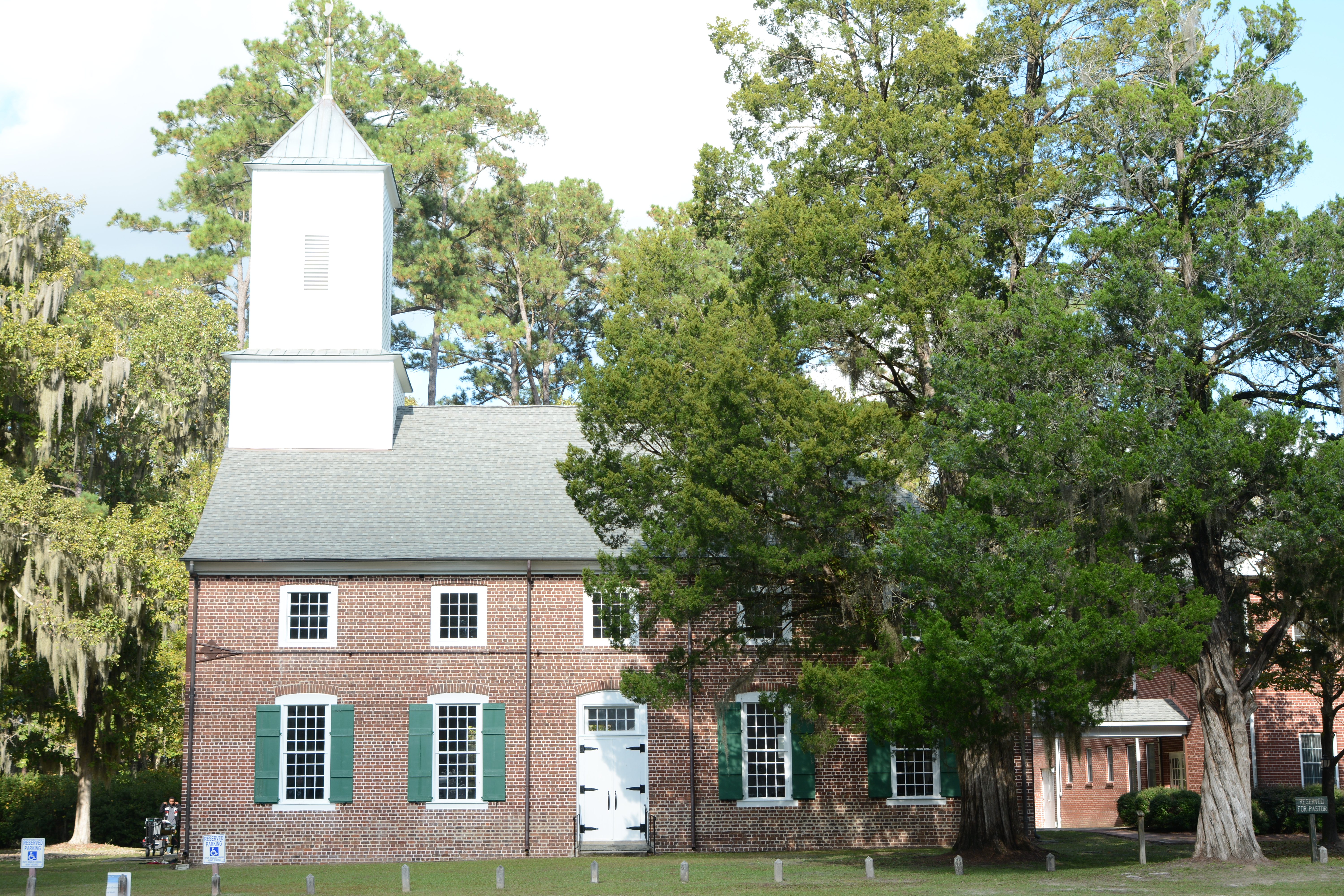
Ebenezer Townsite and Jerusalem Lutheran Church in der Geisterstadt Ebenezer (2015). Diese Kirche wurde im Jahr 1769 fertiggestellt, womit sie das älteste Sakralbauwerk im Bundesstaat ist, und geht auf den Deutschamerikaner Johann Martin Boltzius zurück. Unter seiner Führung hatten 1734 knapp 150 vor katholischer Verfolgung im Erzbistum Salzburg geflohene Lutheraner den Ort gegründet. Obwohl im Amerikanischen Unabhängigkeitskrieg beträchtlich zerstört, diente Ebenezer 1782 kurzfristig als Hauptstadt von Georgia. Im Jahr 1855 wurde die Siedlung aufgegeben. Im Dezember 1974 wurde das Bauwerk als erstes Objekt im Effingham County in das NRHP aufgenommen.

Sieben Bauwerke, Stätten und „historische Bezirke“ (Historic Districts) im Effingham County sind im National Register of Historic Places („Nationales Verzeichnis historischer Orte“; NRHP) eingetragen (Stand 6. Oktober 2023), neben dem Gerichts- und Verwaltungsgebäude des County sind dies unter anderem zwei Kirchen und das ehemalige Gefängnis.

## Orte im Effingham County
Orte im Effingham County mit Einwohnerzahlen der Volkszählung von 2010:
Cities:
- Guyton – 1684 Einwohner
- Springfield (County Seat) – 2852 Einwohner

Town:
- Rincon – 8836 Einwohner